# Divergente reeks
In de wiskunde is een divergente reeks een oneindige reeks die niet convergent is. Daarmee wordt bedoeld dat de rij van partiële sommen geen eindige limiet heeft. Dat kan optreden indien deze laatste blijft schommelen (zonder naar een bepaalde waarde te streven) of 'opblaast' (willekeurig groot/klein wordt).

## Voorbeelden
Een bekend voorbeeld is de reeks horende bij de harmonische rij. 
{\displaystyle \sum _{n=1}^{\infty }{\frac {1}{n}}=1+{\frac {1}{2}}+{\frac {1}{3}}+{\frac {1}{4}}+{\frac {1}{5}}+\cdots }
Hoewel de termen in de reeks naar nul gaan, is de som van de termen onbegrensd.
Een ander voorbeeld is de reeks 
{\displaystyle 1-1+1-1+\cdots }.
Hier is de partiële som afwisselend 0 en 1, wat duidelijk niet convergeert.

## Andere methodes
Er zijn een aantal methodes om aan sommige divergente reeksen toch een eindige waarde toe te kennen. Voor de rij van natuurlijke getallen bijvoorbeeld, kan men toch een eindige reekssom toekennen met behulp van de zèta-functie. Ook zijn er andere methodes (zoals Cesàro-sommatie) die een soort rekenkundig gemiddelde van de rij van partiële sommen geven. De Cesàro-som van de reeks 1 - 1 + 1 - ... is bijvoorbeeld goed gedefinieerd, en gelijk aan 1/2. 
In de natuurkunde komt men soms ook divergente grootheden tegen. Daar wordt dan doorgaans zogeheten regularisatie aangewend. 